# Saint-Léger-des-Vignes
Saint-Léger-des-Vignes este o comună în departamentul Nièvre din centrul Franței. În 2009 avea o populație de 2.048 de locuitori.

## Evoluția populației
| An        | 1975  | 1982  | 1990  | 1999  | 2006  | 2009  |
| --------- | ----- | ----- | ----- | ----- | ----- | ----- |
| Populație | 2.171 | 2.176 | 2.181 | 2.059 | 2.082 | 2.048 |